# Elena Mühlemann
Elena Mühlemann (* 12. August 2003 in Cham) ist eine Schweizer Fussballspielerin.

## Karriere

### Vereine
Aus der Jugendmannschaft des FC Luzern hervorgegangen, rückte Mühlemann zur Saison 2021/22 in die erste Mannschaft auf. Vom 12. Februar bis zum 24. April 2022 wurde sie in sechs Punktspielen der Women’s Super League, die höchste Spielklasse im Schweizer Frauenfussball, eingesetzt. Bei ihrem Debüt im Seniorinnenbereich, beim 3:1-Sieg im Heimspiel gegen den FC Aarau, wurde sie für Nicole Remund zur zweiten Spielhälfte eingewechselt.
Zur Saison 2022/23 wurde sie vom Zweitligisten 1. FC Nürnberg verpflichtet. Ihr Debüt in der 2. Bundesliga am 28. August 2022 (1. Spieltag) krönte sie beim 5:0-Sieg im Heimspiel gegen die zweite Mannschaft des VfL Wolfsburg mit ihrem ersten Tor, dem Treffer zum 4:0 in der 75. Minute. In ihren 20 folgenden Punktspielen war sie noch dreimal als Torschützin erfolgreich. Am Saisonende belegte sie mit ihrer Mannschaft den zweiten Platz, gleichbedeutend mit dem Aufstieg, dem zweiten seit 1999, in die Bundesliga.
Zur Saison 2025/26 schloss sie sich dem FC Carl Zeiss Jena an.

### Nationalmannschaft
Mühlemann debütierte als Nationalspielerin für die Schweizer U19-Nationalmannschaft am 20. Oktober 2021 im Spiel der ersten Qualifikationsrunde, Gruppe 5 beim 3:1-Sieg über die U19-Nationalmannschaft Nordirlands. Jeweils drei Tage später gewann sie mit ihrer Mannschaft gegen die U19-Nationalmannschaft Irlands mit 2:0 und unterlag der U19-Nationalmannschaft Englands mit 0:1. Danach bestritt sie die Begegnungen mit den U19-Nationalmannschaften Ungarns und Italiens in der zweiten Qualifikationsrunde am 6. und 12. April 2022. Des Weiteren wurde sie vom 26. November 2021 bis zum 22. Februar 2022 in vier in Freundschaft ausgetragenen Länderspielen eingesetzt.

## Erfolge
- Zweiter 2. Bundesliga 2023 und Aufstieg in die Bundesliga (mit dem 1. FC Nürnberg)